# 빈센트앤로즈
빈센트앤로즈는 대한민국의 록 밴드이다. 보컬 및 리듬 기타 담당의 빈센트(이현재), 베이스 담당의 오딘(임종호), 키보드 담당의 앨런(한주수), 드럼 담당의 에스(곽정훈)과 함께 2009년 결성되었다.

## 구성원

### 현재 구성원
- 빈센트(이현재) - 리드 보컬 (2009년 2월 ~ 현재)
- 류(류은호) - 리드 기타 (2009년 2~6월, 2009년 8월 ~ 현재)
- 오딘 (임종호) - 베이스, 백업 보컬 (2009년 2월 ~ 현재)
- 수지(이형구) - 리듬 기타 (2009년 7월 ~ 현재)
- 라쿤 (임재영) - 드럼 (2009년 6월 ~ 현재)

### 이전 구성원
- 에스 (곽정훈) - 드럼 (2009년 2~6월)
- 앨런 (한주수) - 키보드 (2009년 2~8월)